# José Solís Folch de Cardona
Pour les autres membres de la famille, voir Famille Folch de Cardon.
José Solís y Folch de Cardona, Grand d'Espagne et chevalier de l'Ordre de Santiago (né le 4 février 1716 à Madrid et mort le 27 avril 1770) est un administrateur colonial espagnol et vice-roi de la Nouvelle-Grenade du 24 novembre 1753 au 25 février 1761, entré ensuite en religion.

## Biographie

### Jeunesse
José Solís Folch de Cardona est un fils de José Solís y Gante, 3e duc de Montellano (es), et l'un des premiers membres de l'Académie royale espagnole. Son frère Francisco de Solís y Folch de Cardona (1713-1775) est un cardinal de l'Église catholique. 
José est colonel de cavalerie de 1736 à 1747, commandant un régiment. Le roi d'Espagne Ferdinand VI le nomme vice-roi de la Nouvelle-Grenade.

### Vice-roi de Nouvelle-Grenade
Comme vice-roi de Nouvelle-Grenade, Solís Folch de Cardon instaure les cérémonies publiques d'ostensions, auparavant non pratiquées dans cette colonie espagnole. Il renforce les mines, fait construire des routes, des ponts et des aqueducs (dont celui de Santa Fé de Bogota). Il fonde des missions, et prend des dispositions pour sécuriser les sous-missions vouées aux Indiens Motilons, Chimila et Cunacuna dans la région de Darién. Il ordonne le premier recensement de la colonie. Il essaye d'organiser l'industrie minière et le marché commercial intérieur. Il rétablit la chaire de médecine à l'Université du Rosaire. Il met aussi en place une commission pour fixer les frontières avec les colonies portugaises du Brésil.
Il fonde l'hôpital Saint-Jean-de-Dieu, et secourt beaucoup de personnes lors de l'épidémie de rougeole.
Il est connu pour sa rigueur, sa justice et son intégrité, et est bien-aimé de ses sujets. Il devient amoureux de María Lugarda Ospina, connue sous le nom de la Marichuela, avec laquelle il a plusieurs enfants qui portent le nom de famille Celís. Toutefois, à l'expiration de son mandat au bout de trois ans, tant le conseil colonial que l'archevêque de Bogota demandent au roi que son mandat soit prorogé.

### Juicio de residencia
Il a quelques débats avec l' Audiencia. Ses opposants l'attaquent pour différents griefs à la juicio de residencia (procès des griefs) qui suivent son mandat. C'est presque une enquête de routine à la fin d'un mandat de vice-roi. Toutefois, ceux de Solís sont plus que cela. Six mois de témoignage, et un rapport demandé par le Conseil des Indes contenant plus de 20 000 documents. Le juge pour cette affaire est Miguel de Santisteban, que le vice-roi a considéré comme son meilleur ami, et qui a été en bonne position dans le gouvernement. Le jugement de la cour est que Solís est coupable de 22 de ses accusations, toutes relatives à de la fraude ou un usage détourné de la trésorerie de la vice-royauté. Ce jugement est rendu le 25 août 1762, mais Solís est déjà entré dans un couvent.
Un appel est fait sur cette affaire au Conseil des Indes, qui trouve l'ex-vice-roi non coupable de toutes les accusations, le 29 août 1764. Le Conseil le remercie également pour l'«amour, la ferveur, l'efficacité et la diligence» qu'il a montré durant les sept ans de son mandat.

### Vie religieuse
Après laissé la place à son successeur, Pedro Messía de la Cerda, il devient moine dans un couvent franciscain (25 février 1761). (Il a été membre du Tiers-Ordre franciscain avant de devenir vice-roi). Il aide à financer la construction d'une église du Tiers-Ordre à Bogota, et donne les cloches et l'horloge de l'église de San Francisco. Il donne le reste de sa propriété aux pauvres et vit reclus jusqu'à 1770, à Bogota. Le frère José de Jesús María (comme il est connu après avoir pris l'habit) devient prêtre en 1769. Cette année-là, il est recommandé au roi par les élites politiques et religieuses de Bogota pour être le prochain archevêque.
Il n'occupe jamais cette place. Il meurt le 27 avril 1770, à Bogota, d'un rhume contracté à Pâques. Ses ossements sont conservés dans la sacristie de l'église de San Francisco à Bogota.

## Sources et références
- (en) Cet article est partiellement ou en totalité issu de l’article de Wikipédia en anglais intitulé « José Solís Folch de Cardona » (voir la liste des auteurs).
- (es) Mantilla, Luís Carlos. La autodefensa del Virrey-Fraile. Bogotá, Editorial Kelly, 1990.
- (es) Mantilla, Luis Carlos. "La biblioteca del Virrey-Fraile". Thesaurus, Vol. 44, 1989.
- (es) "Solís, José", in Gran Enciclopedia de Colombia